# Wakame

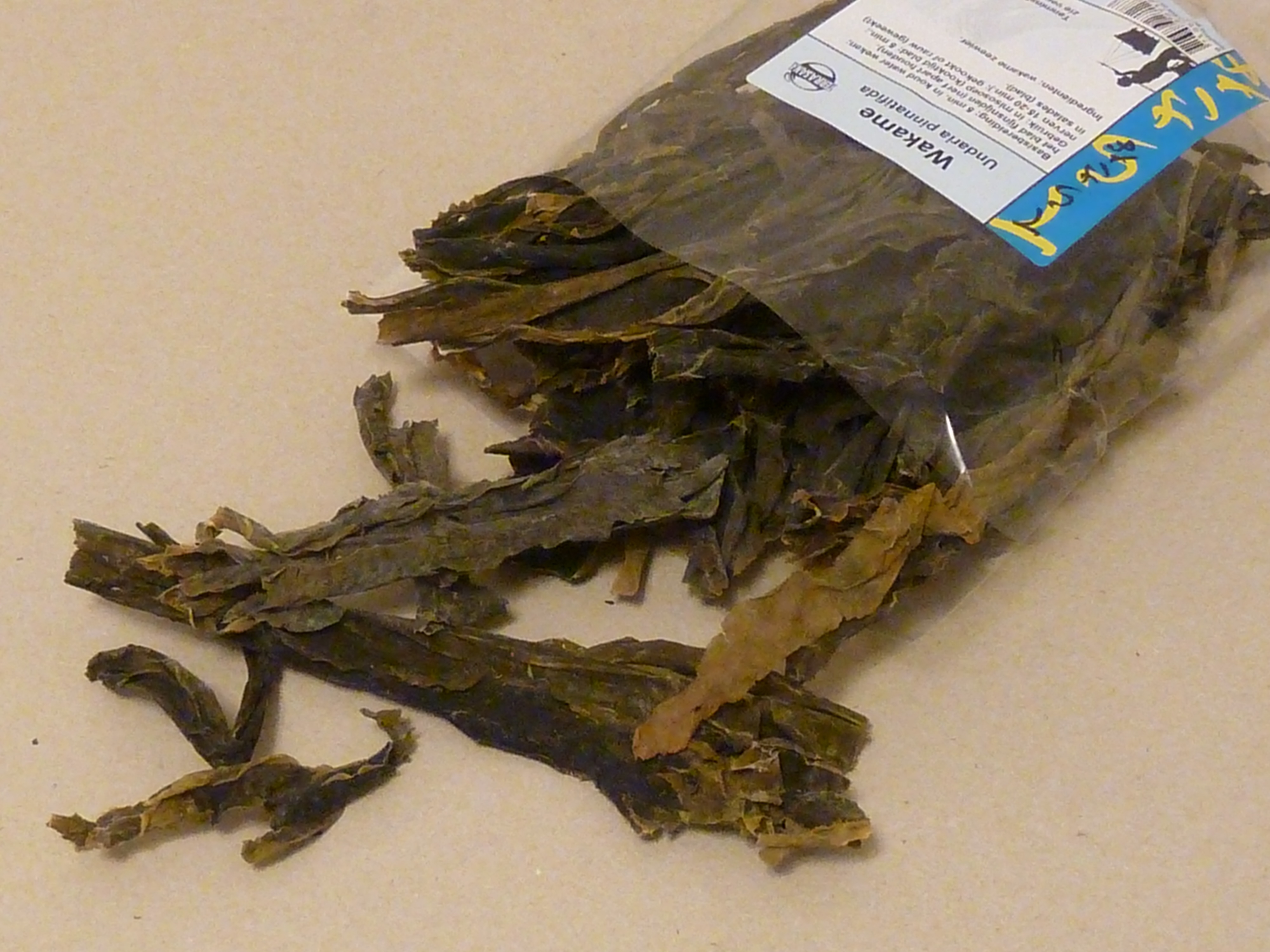
Gedroogde wakame

Wakame (Undaria pinnatifida, Japanse wakame) is een zeewier behorend tot de groep bruinwieren (Phaeophyta). Wakame wordt geoogst en gebruikt in salades.

## Omschrijving
Wakame heeft een olijfgroene tot bruine kleur. Het heeft een rubberachtig, lang, glad, enkelvoudig blad met golvende randen, dat tot bijna twee meter in lengte kan groeien. Het heeft een klein maar sterk vertakte ‘houvast’ en twee rijen kleine bladtrosjes, of sporofyllen, die net boven het ‘houvast’ groeien.

## Vindplaats
Wakame wordt gevonden aan beide kusten van de Verenigde Staten, in West-Europa, het Verenigd Koninkrijk, IJsland, Korea, Japan en China, in de rotsachtige kustzone van het lage getijde en daarachter, de sublitoraal zone. Maar ook in de Oosterschelde groeit wakame.

## Gebruik

### Oogst en gebruik
Wakame is een tweejarige plant en wordt geoogst in het vroege voorjaar tot aan de zomer. Men snijdt bij het oogsten een paar centimeter boven het ‘houvast’ en laat een paar bladtrosjes achter om verdere groei te verzekeren. Enkel het middengedeelte van het blad wordt gebruikt, omdat de stengelbasis zeer hard en het uiteinde meestal gescheurd is. Wakame kan in de lucht en zon aan waslijnen gedroogd worden, of in een warme oven tot de bladeren droog, knapperig en donkergroen zijn.
Wakame heeft een delicate en zoete smaak met een zuiver aroma; je proeft de zee, net als bij oesters. Wakame wordt in de keuken op veel verschillende manieren gebruikt, gaande van ingrediënt in een soep tot het gebruiken als wrap of in als salade. De zeewiersalade bij supermarkten en in Japanse restaurants is meestal een aangemaakte wakamesalade.

### Gezondheid
Evenals andere bruinwieren bevat Wakame fucoxanthine, wat helpt bij de verbranding van vetweefsel. Studies bij muizen toonden aan dat de fucoxanthine het vetverbrandend proteïne UCP1 stimuleert dat is opgeslagen in het vetweefsel rond de inwendige organen. De werking van het UCP1-proteïne verbeterde significant bij muizen die met fucoxanthine werden gevoed.
Wakame wordt ook cosmetisch gebruikt in uitwendige schoonheidsbehandelingen.
In de oosterse geneeskunde wordt het gebruikt voor bloedzuivering, darmgezondheid, huid, haar, voortplantingsorganen en de regulering van de menstruatie.